# Zaidín (Huesca)
Zaidín (katalanisch Saidí) ist eine Gemeinde in der Provinz Huesca der Autonomen Gemeinschaft Aragonien in Spanien. Sie liegt in der Comarca Bajo Cinca am linken Ufer des Río Cinca und gehört zur überwiegend katalanischsprachigen Franja de Aragón, wobei der lokale Übergangsdialekt Saidiné im Gebrauch ist.

## Geschichte
Der erstmals im Jahr 1092 genannte Ort wurde 1333 vom Patriarchen Juan von Alexandria dem Kloster L’Escaladieu überlassen, das sie 1358 an Graf Peter von Ampurias weitergab.
Während des Spanischen Bürgerkrieges lag die Gegend zunächst im von den Republikanern kontrollierten Teil Spaniens. Hier gab es einen Flugplatz, der zunächst von den republikanischen Luftstreitkräften genutzt wurde. Im Verlauf der Aragonoffensive fiel die Gegend an die Nationalspanier. Zaidín diente später auch der deutschen Legion Condor, unter anderem Teilen der Jagdgruppe 88, als Basis.

## Wirtschaft
Ackerbau und Viehzucht (Schweine, daneben Rinder und Schafe) sind vorherrschend.

## Bevölkerungsentwicklung seit 1900
| 1900  | 1910  | 1930  | 1940  | 1950  | 1960  | 1970  | 1981  | 1986  | 1992  | 1999  | 2004  |
| ----- | ----- | ----- | ----- | ----- | ----- | ----- | ----- | ----- | ----- | ----- | ----- |
| 1.868 | 2.043 | 1.888 | 1.838 | 2.040 | 2.099 | 1.952 | 1.831 | 1.865 | 1.762 | 1.682 | 1.721 |

## Sehenswürdigkeiten
- Dreischiffige Pfarrkirche San Juan Bautista in Form eines lateinischen Kreuzes und Barockfassade
- Einsiedelei San Anton
- historischer Ortskern